# Midrijaza
Midrijaza je jako povećanje zjenice zbog bolesti, ozljede ili upotrebe droga i lijekova. Normalno do širenja zjenice dolazi u tami, a do sužavanja na svjetlu, kako bi se noću poboljšao vid, a danju mrežnica zaštitila od sunčevog svjetla. Midrijatična tj. proširena zjenica ostat će veoma povećana čak i na jakom svjetlo. Pojam suprotan midrijazi je mioza, suženost zjenice.

## Mehanizam
Dva su tipa mišića koji određuju veličinu šarenice: cirkularni mišić te radijalni mišić zjenice. Prvoga pobuđuje parasimpatički živčani sustav, a drugoga simpatički živčani sustav. Simpatička stimulacija α1 adrenergičnih receptora izaziva kontrakciju radijalnih mišića i posljedično širenje zjenice.  Suprotno tome, parasimpatička stimulacija uzrokuje kontrakciju cirkularnog mišića i sužavanje zjenice. Mehanizam midijaze ovisi o sredstvu koje se upotrebljava. Obično uključuje ili prekid parasimpatičkog djelovanja na oko (što uzrokuje širenje zjenice) ili pretjeranu aktivnost simpatičkog živčanog sustava.

## Uzroci

### Fiziološki
Umjerenu do jaku midrijazu može uzrokovati inače normalno otpuštanje hormona oksitocina. Snažna seksualna uzbuđenost vrlo često uzrokuje veoma jaku midrijazu, dok je ista u manjoj mjeri uzrokovana seksualnom privlačnošću. Jedino u slučaju već postojećeg očnog stanja, orgazam dovodi do zjeničnog bloka. U ovom slučaju parasimpatikus i simpatikus stimuliraju sfinkter zjenice za vrijeme zjenične dilatacije u mraku, dok cilijarna kontrakcija uzrokuje opuštanje zonula očne leće,  što pak dovodi do zjeničnog bloka te sužavanja kutova prednje i stražnje očne sobice u kombinaciji s već postojećim uskim kutovima očnih sobica.

### Patološki
Parasimpatička opskrba koja uzrokuje sužavanje zjenice, odnosno miozu, do zjenice dolazi putem 3. moždanog živca (nervus oculomotorius). Oštećenje ovog živca tipično se iskazuje kao midrijaza zato što simpatička opskrba zjenice koja uzrokuje midrijazu u ovom slučaju djeluje nesmetano jer nema parasimpatičkog podražaja (kojeg normalno sprovodi 3. moždani živac) da mu se suprotstavi u djelovanju na zjenicu. Višestruki poremećaji centralnog živčanog sustava kao epilepsija i moždani udar također uzrokuju privremenu midrijazu.

### Traumatski
U slučaju ozljede oka sfinkter šarenice (mišić odgovoran za sužavanje zjenice) ili živci koji ga inerviraju mogu biti oštećeni, što smanjuje ili onemogućava reakcije zjenice na svjetlo. Moguća je i ozljeda samoga sfinktera (tzv. ruptura sfinktera zjenice), što također za posljedicu ima midrijazu.

### Lijekovi i droge
Antikolinegrici, kao atropin, hiosciamin te skopolamin, djeluju kao antagonisti muskarinskim acetilkolinskim receptorima u mozgu. Blokiranjem tih receptora zjenica više ne može reagirati proširenjem ili sužavanjem. Takvi alkaloidi prisutni u biljkama koljena Brugmansia također mogu izazvati midrijazu.
Mnogi halucinogeni izazivaju midrijazu. Psihodelici, uključujući LSD, „lude gljive“, meskalin, 2C-B i DMT, imaju isti učinak na zjenicu, djelujući kao agonisti serotoninskim 5-HT2A receptorima u mozgu. 
Disocijativi, kao ketamin, DXM te PCP, također djeluju kao midrijatici, preciznije, kao antagonisti NMDA glutamatnim receptorima. Istraživanja potvrđuju kako biljka Salvia divinorum, atipični psihodelik, uzrokuje midrijazu. Djeluje kao agonist ĸ-opioid receptorima u mozgu. Način na koji neurološke promjene uzrokovane ovim lijekovima djeluju na širenje zjenice ostaje nepoznatim.
Lijekovi koji povećavaju sveukupnu razinu serotonina mogu uzrokovati midrijazu jednako kao i 5-HT2A posredovani psihodelici. To se događa stoga što serotonin (5HT) fiziološki uzrokuje stimulaciju 5-HT2A.  Štoviše, u dovoljnim količinama serotonin djeluje kao midrijatik pa čak i kao blagi psihodelik, tako da se potencijalno fatalni serotoninski sindrom obično pojavljuje prije no što psihodelija postane posve očita. Lijekovi koji tako djeluju su MDMA (kao i ostali MDxx derivati), fenfluramin, klorfentermin, kokain te mnogi učestalo propisivani antidepresivi kao SSRI, SNRI te MAOI. Dodaci koji prirodno pojačavaju djelovanje serotonina poput L-Tryptofana i 5-HTP također mogu imati takav učinak u ekstra velikim dozama.
Neurotransmiter norepinefrin (noradrenalin) regulira mnoge fizološke procese u tijelu i mozgu. Jedna od njih je autonomna konstrikcija i kontrakcija određenih mišića. Psihoaktivna droga kokain snažno koči normalan ponovni ulazak norepinefrina u presinaptičke živčane završetke, što urađa povećanom razinom ekstracelularnog norepinefrina.
Otpušteni se norepinefrin tada vezuje za adrenergične receptore, te se njegov biološki učinak napokon očituje. Kad se otopina kokaina ukapa u oko, započne opisana reakcija, te uzrokuje širenje zjenice. Međutim, kokain se obično ne upotrebljava kao midrijatik. Bilo koji snažan inhibitor ponovnog ulaska norepinefrina ili jednako tako djelotvorno sredstvo koje djeluje na njegovo otpuštanje mogu imati ovakvo djelovanje.
Opijati i opioidi poput morfina i heroina uzrokuju miozu. Kasnije, midrijaza se može pojaviti tijekom apstinencijskog sindroma i prestanka korištenja opioida.

### Midrijatici
Midrijatik je tvar koja inducira dilaticiju zjenice. Lijekovi poput tropikamida koriste se u medicini kako bi se omogućio pregled mrežnice i ostalih dubokih struktura oka, te kako bi se reducirao bolni spazam cilijarnog mišića (cikloplegija). Nepodnošenje svjetlosti (fotofobija) jedan je od učinaka midrijatika. Namjerno izazvana midrijaza uz pomoć midrijatika također se koristi kao dijagnostički test Hornerovog sindroma.
Ciklopentolat je oftalmološki lijek namijenjen uzrokovanju midrijaze koja liječniku omogućava bolji pregled unutrašnjosti oka.